# Gamasomorpha porcina
Gamasomorpha porcina là một loài nhện trong họ Oonopidae.
Loài này thuộc chi Gamasomorpha. Gamasomorpha porcina được Eugène Simon miêu tả năm 1909.